# Drew Holland
Drew Lucas Holland, född 11 april 1995 i Berkeley i Kalifornien, är en amerikansk vattenpolomålvakt som spelar i USA:s herrlandslag i vattenpolo. Han ingick i USA:s landslag i olympiska sommarspelen 2020 där USA slutade på sjätte plats.
Efter skoltiden vid Miramonte High School i Orinda studerade han vid Stanford University där han var målvakt för Stanford Cardinal. Han ingick i det amerikanska laget som tog guld vid panamerikanska spelen 2023.